# Marathrum montanum
Marathrum montanum är en flockblommig växtart som beskrevs av Heinrich Friedrich Link. Marathrum montanum ingår i släktet Marathrum och familjen flockblommiga växter. Inga underarter finns listade i Catalogue of Life.